# King Salmon
King Salmon is een plaats (census-designated place) in de Amerikaanse staat Alaska, en valt bestuurlijk gezien onder Bristol Bay Borough.

## Demografie
Bij de volkstelling in 2000 werd het aantal inwoners vastgesteld op 442.

## Geografie
Volgens het United States Census Bureau beslaat de plaats een oppervlakte van
442,7 km², waarvan 439,1 km² land en 3,6 km² water.

## Plaatsen in de nabije omgeving
De onderstaande figuur toont nabijgelegen plaatsen in een straal van 72 km rond King Salmon.